# ピリプ・ブドキフスキー
ピリプ・ヴヤチェスラヴォヴィチ・ブドキフスキー（Pylyp Vyacheslavovych Budkivskyi、ウクライナ語: Пилип В'ячеславович Будківський、1992年3月10日  - ）は、ウクライナ・キエフ出身のプロサッカー選手。ウクライナ代表。ポジションは、フォワード。

## 経歴

### クラブ
2006年の後半にFCシャフタール・ドネツクのアカデミーに入団。2009年9月、リザーブチームのシャフタール3ドネツクに昇格した。リザーブチームでは前半戦のトップスコアラーになるなど好調を維持したが、トップチームでプレーすることは結局無かった。
2011年、チームメイト数名とともにFCイリチヴェツ・マリウポリにレンタル移籍。2012年夏より完全移籍に移行したが、負傷のため半年もの間戦線から離脱した。
2013年2月、シャフタールに復帰し5年契約を締結した。 2013年6月、FCセヴァストポリにレンタル移籍。2014年1月、2シーズンの契約でFCゾリャ・ルハーンシクにレンタル移籍。2016年7月、FCアンジ・マハチカラにレンタル移籍。 2017年1月、アンジへのレンタルを一旦打ち切りシャフタールに帰還、シャフタールとの契約を3年半延長し再びアンジにレンタル移籍。

### 代表
ユース年代ではU-17からU-21の代表に選ばれている。2012年にU-21代表の一員として参加したCISカップでは得点ランク2位の5ゴールを決めた。
2014年10月のベラルーシ戦でA代表デビュー。試合には2-0で勝利した。